# Alexandre da Etólia
Alexandre da Etólia (em grego clássico: Ἀλέξανδρος ὁ Αἰτωλός; romaniz.: Alexandre Aetolus) (nascido em Pleuron, Etólia, c. 315 a.C.) foi um poeta e gramático grego helenístico, que trabalhou na Biblioteca de Alexandria e compôs poesia em vários gêneros, hoje quase totalmente perdida. É o único poeta conhecido da Antiguidade na Etólia.

## Biografia
Alexandre era natural de Pleuron, na Etólia, embora tivesse passado a maioria de sua vida em Alexandria. Contemporâneo de Calímaco e Teócrito, nasceu por volta de 315 a.C. e, segundo a Suda, os nomes de seus pais eram Sátiro e Estratocleia. Por volta da década de 280, ele fazia parte de um grupo de estudiosos literários que trabalhava na Biblioteca de Alexandria, onde Ptolemeu II Filadelfo o encarregou de organizar e corrigir os textos das tragédias e peças satíricas da coleção da biblioteca. Mais tarde, com Antágoras de Rodes e Arato, passou um tempo na corte do rei macedônio Antígono II Gônatas.
Além de seu trabalho como estudioso, Alexandre era um poeta versátil que produzia versos em várias métricas e gêneros, embora somente cerca de 70 versos de sua obra tenham sobrevivido, principalmente em pequenos fragmentos citados por fontes posteriores. Ele era admirado por suas tragédias, que lhe renderam um lugar entre os sete trágicos alexandrinos que constituíam a chamada Plêiade Trágica. Uma de suas tragédias (ou talvez uma peça satírica), Astragalistai (“Jogadores de ossos”), descrevia o assassinato de um colega de escola pelo jovem Pátroclo.
Alexandre também escreveu épicos ou epílios, dos quais alguns nomes e pequenos fragmentos sobreviveram: o Halieus (“O Pescador”), sobre o deus do mar Glauco, e o Krika ou Kirka (talvez “Circe”?) e Helena. O exemplo mais longo que sobreviveu de sua obra é um trecho de 34 versos do Apollo, um poema em dísticos elegíacos, que conta a história de Anteu e Cleodora. Alguns outros fragmentos elegíacos são citados por outros autores, e dois epigramas na Antologia Grega são geralmente considerados sua obra.  Fontes antigas também o descrevem como um escritor de Cynaedi (versos obscenos, eufemisticamente conhecidos como “poemas jônicos” Ἰωνικὰ ποιήματα) à maneira de Sótades. Um pequeno fragmento em tetrâmetros anapésticos compara a personalidade rude e taciturna de Eurípides com a qualidade melosa de sua poesia.

## Edições
- A. Meineke, Analecta alexandrina (Berlim 1843), pp. 215–251.
- J. U. Powell, Collectanea alexandrina: Reliquiae minores poetarum graecorum aetatis ptolemaicae, 323–146 A.C. (Oxford 1925), pp. 121–129.
- E. Magnelli, Alexandri Aetoli testimonia et fragmenta (Florença 1999).
- J. L. Lightfoot, Hellenistic Collection (Loeb Classical Library: Cambridge, Mass. 2009), pp. 99–145 (com tradução para o inglês).